# Herbert Carlsson (konstnär)
Gustaf Herbert Carlsson, född 7 juni 1912 i Vänersborg, Älvsborgs län, död 7 juli 1991 i Åre, Jämtlands län, var en svensk konstnär och poet. Han kallades Blomstermålaren. 
Carlsson utbildade sig till konstnär genom självstudier. Separat medverkade han i ett flertal separat- och grupputställningar i Stockholm från 1940-talet och framåt. Hans konst består av naturskildringar och den svenska sommarens blomsterflora i en egen gouacheteknik och porträtt samt landskap från Åretrakten och norra Uppland i olja eller akvarell. Han var initiativtagare till Åre konstförening och tillsammans med sin fru Ellen instiftade han 1987 en stipendiefond för unga konstnärer, som förvaltas av Jämtlands läns konstförening. Carlsson är representerad vid Vänersborgs museum och Östersunds museum.